# 1998 WJ17
1998 WJ17 är en asteroid i huvudbältet som upptäcktes den 21 november 1998 av LINEAR i Socorro County, New Mexico.
Asteroiden har en diameter på ungefär 16 kilometer och den tillhör asteroidgruppen Hilda.